# Battambang
Battambang este un oraș din Cambodgia.